# Irish Football League Cup
La Irish Football League Cup, denominata Co-operative Insurance Cup per ragioni di sponsorizzazione, è la terza competizione per importanza del panorama calcistico nordirlandese dopo la IFA Premiership e la Irish Cup.
Il vincitore della competizione si qualifica per la Setanta Cup della stagione successiva.

## Storia

### Partecipanti
Nel periodo 1986/87 - 1997/98 il torneo includeva sia le squadre della prima che quelle della seconda divisione nazionale. Dal 1998/99 al 2007/08 la manifestazione era riservata alle sole squadre di prima divisione (Irish League, divenuta poi Irish Premier League). A partire dalla stagione 2008/09 la competizione è stata nuovamente aperta alle compagini di seconda divisione (la neonata IFA Championship).

### Formula
Tutte le edizioni sino al 2000/01 si sono svolte con al formula dell'eliminazione diretta. Nel periodo tra il 2001/02 e il 2007/08 è stato adottato un sistema misto, questo si basava su una prima fase a gironi seguita da scontri eliminatori. Dal 2008/09 si è tornati alla formula precedente.

### Sponsorizzazioni
- Roadferry Freight (Dal 1986/87 al 1990/91).
- Wilkinson Sword (Dal 1991/92 al 1997/98).
- Coca-Cola (Dal 1998/99 al 2000/01).
- Co-operative Insurance – nota anche come CIS – (Dal 2001/02 al 2010/11).
- IRN-BRU (Dal 2011/12)

## Finali
| Stagione | Campione                                                                          | Risultato                                                                         | Vicecampione                                                                      | Data                                                                              | Stadio                                                                            | Spettatori                                                                        |
| -------- | --------------------------------------------------------------------------------- | --------------------------------------------------------------------------------- | --------------------------------------------------------------------------------- | --------------------------------------------------------------------------------- | --------------------------------------------------------------------------------- | --------------------------------------------------------------------------------- |
| 2023/24  | Linfield                                                                          | 3 - 1                                                                             | Portadown                                                                         | 10/03/2024                                                                        | Windsor Park, Belfast                                                             | 9.179                                                                             |
| 2022/23  | Linfield                                                                          | 2 - 0                                                                             | Coleraine                                                                         | 12/03/2023                                                                        | Windsor Park, Belfast                                                             | 11.038                                                                            |
| 2021/22  | Cliftonville                                                                      | 4 - 3 (dts)                                                                       | Coleraine                                                                         | 13/03/2022                                                                        | Windsor Park, Belfast                                                             | 11.103                                                                            |
| 2020/21  | Competizione non disputata a causa della Pandemia di COVID-19 in Irlanda del Nord | Competizione non disputata a causa della Pandemia di COVID-19 in Irlanda del Nord | Competizione non disputata a causa della Pandemia di COVID-19 in Irlanda del Nord | Competizione non disputata a causa della Pandemia di COVID-19 in Irlanda del Nord | Competizione non disputata a causa della Pandemia di COVID-19 in Irlanda del Nord | Competizione non disputata a causa della Pandemia di COVID-19 in Irlanda del Nord |
| 2019/20  | Coleraine                                                                         | 2 - 1                                                                             | Crusaders                                                                         | 15/02/2020                                                                        | Windsor Park, Belfast                                                             | 4.688                                                                             |
| 2018/19  | Linfield                                                                          | 1 - 0                                                                             | Ballymena United                                                                  | 16/02/2019                                                                        | Windsor Park, Belfast                                                             | 5.700                                                                             |
| 2017/18  | Dungannon Swifts                                                                  | 3 - 1                                                                             | Ballymena United                                                                  | 17/02/2018                                                                        | Windsor Park, Belfast                                                             | -                                                                                 |
| 2016/17  | Ballymena United                                                                  | 2 - 0                                                                             | Carrick Rangers                                                                   | 18/02/2017                                                                        | Seaview, Belfast                                                                  | -                                                                                 |
| 2015/16  | Cliftonville                                                                      | 3 - 0                                                                             | Ards                                                                              | 13/02/2016                                                                        | Solitude, Belfast                                                                 | 2.930                                                                             |
| 2014/15  | Cliftonville                                                                      | 3 - 2                                                                             | Ballymena United                                                                  | 24/01/2015                                                                        | Windsor Park, Belfast                                                             | 2.654                                                                             |
| 2013/14  | Cliftonville                                                                      | 0 - 0 3-2 (dcr)                                                                   | Crusaders                                                                         | 25/01/2014                                                                        | Solitude, Belfast                                                                 | 5.024                                                                             |
| 2012/13  | Cliftonville                                                                      | 4 - 0                                                                             | Crusaders                                                                         | 26/01/2013                                                                        | Windsor Park, Belfast                                                             | 4.948                                                                             |
| 2011/12  | Crusaders                                                                         | 1 - 0                                                                             | Coleraine                                                                         | 28/01/2012                                                                        | Ballymena Showgrounds, Ballymena                                                  | -                                                                                 |
| 2010/11  | Lisburn Distillery                                                                | 2 - 1                                                                             | Portadown                                                                         | 02/04/2011                                                                        | Mourneview Park, Lurgan                                                           | -                                                                                 |
| 2009/10  | Glentoran                                                                         | 2 - 2 4-1 (dcr)                                                                   | Coleraine                                                                         | 27/03/2010                                                                        | Windsor Park, Belfast                                                             | -                                                                                 |
| 2008/09  | Portadown                                                                         | 1 - 0                                                                             | Newry City                                                                        | 28/02/2009                                                                        | Mourneview Park, Lurgan                                                           | 4.000                                                                             |
| 2007/08  | Linfield                                                                          | 3 - 2                                                                             | Crusaders                                                                         | 02/02/2008                                                                        | Windsor Park, Belfast                                                             | 5.200                                                                             |
| 2006/07  | Glentoran                                                                         | 1 - 0                                                                             | Cliftonville                                                                      | 02/12/2006                                                                        | Windsor Park, Belfast                                                             | 6.910                                                                             |
| 2005/06  | Linfield                                                                          | 3 - 0                                                                             | Glentoran                                                                         | 10/12/2005                                                                        | Windsor Park, Belfast                                                             | 6.845                                                                             |
| 2004/05  | Glentoran                                                                         | 2 - 1                                                                             | Linfield                                                                          | 09/11/2004                                                                        | Windsor Park, Belfast                                                             | 6.000                                                                             |
| 2003/04  | Cliftonville                                                                      | 1 - 1 5-4 (dcr)                                                                   | Larne                                                                             | 11/11/2003                                                                        | Windsor Park, Belfast                                                             | 3.000                                                                             |
| 2002/03  | Glentoran                                                                         | 2 - 0                                                                             | Linfield                                                                          | 03/12/2002                                                                        | Windsor Park, Belfast                                                             | 5.700                                                                             |
| 2001/02  | Linfield                                                                          | 3 - 1                                                                             | Glentoran                                                                         | 27/11/2001                                                                        | Windsor Park, Belfast                                                             | 6.200                                                                             |
| 2000/01  | Glentoran                                                                         | 1 - 0                                                                             | Glenavon                                                                          | 24/04/2001                                                                        | Windsor Park, Belfast                                                             | 2.515                                                                             |
| 1999/00  | Linfield                                                                          | 4 - 0                                                                             | Coleraine                                                                         | 18/04/2000                                                                        | Windsor Park, Belfast                                                             | 2.963                                                                             |
| 1998/99  | Linfield                                                                          | 2 - 1                                                                             | Glentoran                                                                         | 04/05/1999                                                                        | Windsor Park, Belfast                                                             | 6.500                                                                             |
| 1997/98  | Linfield                                                                          | 1 - 0                                                                             | Glentoran                                                                         | 09/09/1997                                                                        | Windsor Park, Belfast                                                             | -                                                                                 |
| 1996/97  | Crusaders                                                                         | 1 - 0                                                                             | Glentoran                                                                         | 15/10/1996                                                                        | Windsor Park, Belfast                                                             | 3.000                                                                             |
| 1995/96  | Portadown                                                                         | 2 - 1                                                                             | Crusaders                                                                         | 19/09/1995                                                                        | Windsor Park, Belfast                                                             | 2.600                                                                             |
| 1994/95  | Ards                                                                              | 0 - 0 2-0 (dcr)                                                                   | Cliftonville                                                                      | 25/04/1995                                                                        | Windsor Park, Belfast                                                             | 3.500                                                                             |
| 1993/94  | Linfield                                                                          | 2 - 0                                                                             | Coleraine                                                                         | 26/04/1994                                                                        | The Oval, Belfast                                                                 | 4.500                                                                             |
| 1992/93  | Bangor                                                                            | 3 - 0                                                                             | Coleraine                                                                         | 20/04/1993                                                                        | Windsor Park, Belfast                                                             | 2.000                                                                             |
| 1991/92  | Linfield                                                                          | 3 - 0                                                                             | Larne                                                                             | 14/04/1992                                                                        | The Oval, Belfast                                                                 | -                                                                                 |
| 1990/91  | Glentoran                                                                         | 2 - 0                                                                             | Ards                                                                              | 13/03/1991                                                                        | Windsor Park, Belfast                                                             | 4.000                                                                             |
| 1989/90  | Glenavon                                                                          | 3 - 1                                                                             | Newry Town                                                                        | 19/12/1989                                                                        | Windsor Park, Belfast                                                             | 1.000                                                                             |
| 1988/89  | Glentoran                                                                         | 2 - 1                                                                             | Linfield                                                                          | 30/11/1988                                                                        | The Oval, Belfast                                                                 | 10.000                                                                            |
| 1987/88  | Coleraine                                                                         | 1 - 0 (dts)                                                                       | Portadown                                                                         | 28/11/1987                                                                        | The Oval, Belfast                                                                 | -                                                                                 |
| 1986/87  | Linfield                                                                          | 2 - 1                                                                             | Crusaders                                                                         | 09/05/1987                                                                        | The Oval, Belfast                                                                 | -                                                                                 |

### Titoli per club
| Squadra            | Vittorie | Finali perse | Annate vincenti                                                                                           |
| ------------------ | -------- | ------------ | --- |
| Linfield           | 12       | 3            | 1986/87, 1991/92, 1993/94, 1997/98, 1998/99 1999/00, 2001/02, 2005/06, 2007/08, 2018/19, 2022/23, 2023/24 |
| Glentoran          | 7        | 5            | 1988/89, 1990/91, 2000/01, 2002/03, 2004/05 2006/07, 2009/10                                              |
| Cliftonville       | 6        | 2            | 2003/04, 2012/13, 2013/14, 2014/15, 2015/16, 2021/22                                                      |
| Coleraine          | 2        | 7            | 1987/88, 2019/20                                                                                          |
| Crusaders          | 2        | 6            | 1996/97, 2011/12                                                                                          |
| Portadown          | 2        | 2            | 1995/96, 2008/09                                                                                          |
| Ards               | 1        | 2            | 1994/95                                                                                                   |
| Ballymena United   | 1        | 3            | 2016/17                                                                                                   |
| Glenavon           | 1        | 1            | 1989/90                                                                                                   |
| Bangor             | 1        | -            | 1992/93                                                                                                   |
| Dungannon Swifts   | 1        | -            | 2017/18                                                                                                   |
| Lisburn Distillery | 1        | -            | 2010/11                                                                                                   |
| Larne              | -        | 2            | - |
| Newry City         | -        | 2            | - |
| Carrick Rangers    | -        | 1            | - |
| Portadown          | -        | 1            | - |